# Joaquim Augusto Mouzinho de Albuquerque

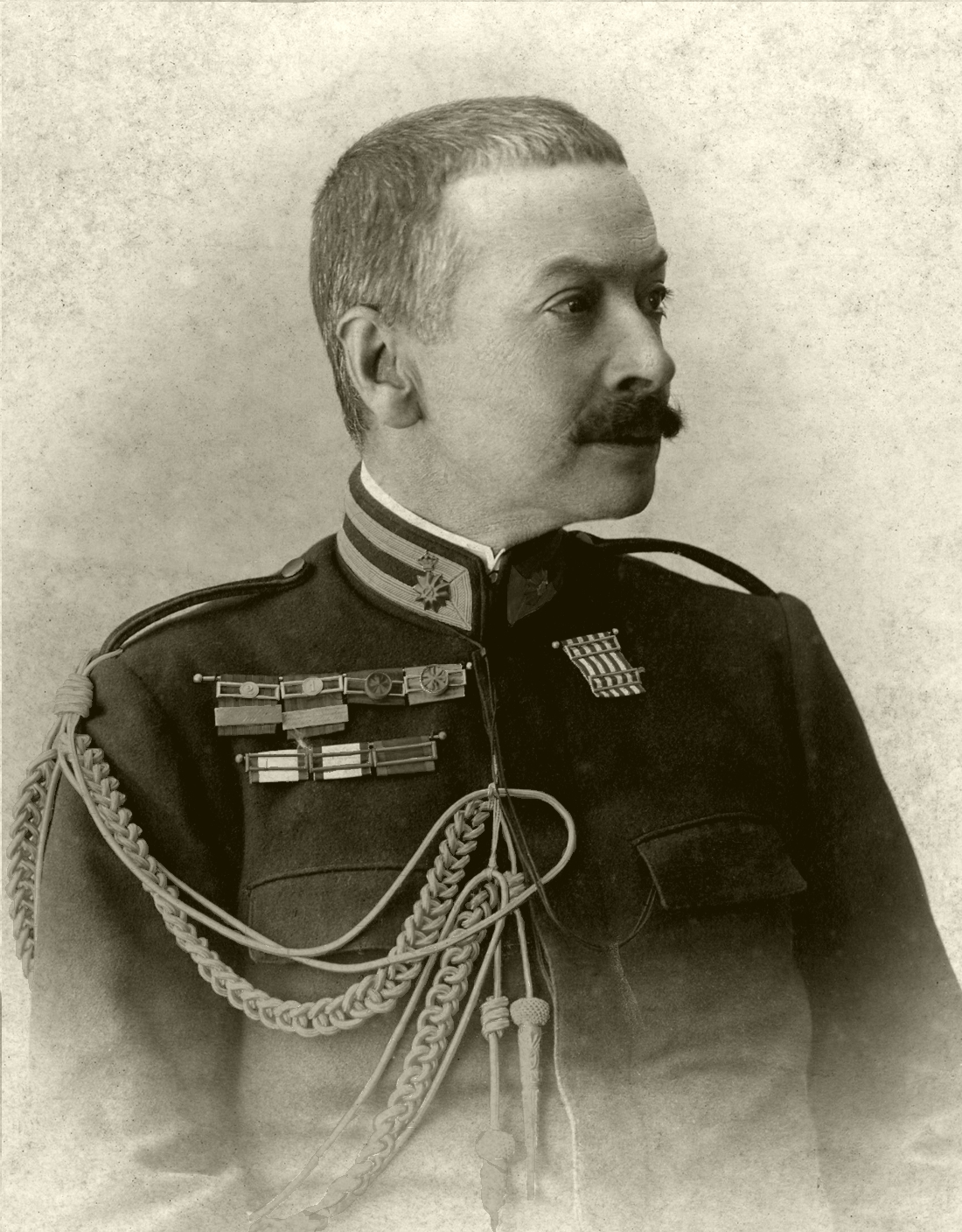
Joaquim Augusto Mouzinho de Albuquerque (1901)

Joaquim Augusto Mouzinho de Albuquerque (* 12. November 1855 in Quinta da Várzea, Batalha; † 8. Januar 1902 in Lissabon) war ein portugiesischer Militär und Beamter. Mouzinho de Albuquerque erlangte vor allem durch die Gefangennahme des letzten Königs von Gaza, Gungunhana, Bekanntheit. Zudem „befriedete“ er Großteile der heute zu Mosambik zählenden Gebiete und stand für mehrere Jahre der Kolonialregierung von Portugiesisch-Ostafrika vor.

## Biographie

### Ausbildung
Joaquim Augusto Mouzinho de Albuquerque wurde am 12. November 1855 auf der Quinta da Várzea, die zur Stadt Batalha bei Leiria gehört, geboren. Er war Sohn von José Diogo Mascarenhas Mouzinho de Albuquerque und Maria Emília Pereira da Silva e Bourbon, die zu einer lokalen Adelsfamilie gehörten. Des Weiteren war er Enkel von Luís da Silva Mouzinho de Albuquerque väterlicherseits und Enkel von Joaquim Augusto Pereira da Silva da Fonseca, aus dem Hause Alcobaça mütterlicherseits.
Für Mouzinho de Albuquerque war eine Karriere beim portugiesischen Militär vorgesehen: Deswegen meldete er sich noch während seiner Zeit an der polytechnischen Schule, wo er Vorbereitungskurse für die Militärschule besuchte, als Freiwilliger für das 4. Regiment der Kavallerie an. Später wechselte auf die Lissaboner Militärschule von Luz (Colégio Militar da Luz), die er 1878 mit einer Beförderung zum Alferes abschloss.
1879 schrieb Mouzinho de Albuquerque sich an der Universität Coimbra für die Studiengänge Mathematik und Philosophie ein. Im gleichen Jahr heiratet er dort am 9. März seine Cousine Maria José Mascarenhas de Mendonça Gaivão (* 23. Juli 1857 in Lagoa, Estômbar; † 2. September 1950 in Lissabon). 1882 erkrankte er, sodass er im vierten Jahr sein Studium abbrechen musste und nach Lissabon zurückkehrte. Nach zwei Jahren Pause wurde er 1884 zum Tenente befördert und als Regente de Estudos an der Militärschule eingestellt.

### Aufbruch in die Kolonien
1886 reiste Mouzinho de Albuquerque nach Portugiesisch-Indien (Estado da Índia), wo er eine Stelle in der Verwaltung der Eisenbahn von Mormugão in Mormugão antrat. Zwei Jahre später wurde er zum Generalsekretär der dortigen portugiesischen Kolonialregierung ernannt.
1890 wurde Mouzinho de Albuquerque zum Capitão befördert. Damit verbunden war eine Versetzung nach Portugiesisch-Ostafrika (heute Mosambik), wo mit dem Amt des Gouverneurs des Distrikts von Lourenço Marques (heute Provinz Maputo) betraut wurde. Diese hatte er bis 1892 inne.

### Militärischer Erfolg in Südmosambik
Für zwei Jahre kehrte Mouzinho de Albuquerque zurück nach Lissabon. 1894 kam er als Kommandant einer Infanterietruppe zurück mit der Aufgabe eine Militärexpedition ins Landesinnere der Kolonie Portugiesisch-Ostafrika zu übernehmen, um die dortigen Rebellionen der indigenen Bevölkerung niederzuschlagen. Er unterstand dabei den Befehlen des Gouverneurs der Kolonie, António Enes.
António Enes hatte die Regierung des Mutterlandes Portugal um Truppenverstärkungen gebeten, um die Rebellion des Königs von Gaza, Gungunhana, niederschlagen zu können. Während die Regierung zögerte, ernannte Enes Mouzinho de Albuquerque am 10. Dezember 1895 zum Gouverneur des Distrikts Gaza. Mouzinho de Albuquerque gab die Losung aus, dass nur durch Tod oder Gefangennahme von Gungunhana, dem rebellierenden König des Königreiches Gaza, die portugiesische Souveränität in der Region erreicht werden könne. Gungunhana hatte bereits aufgrund seines vehementen Widerstandes den Beinamen „Löwe von Gaza“ (Leão de Gaza) erhalten.

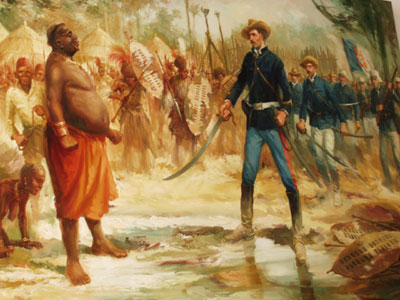
Mouzinho de Albuquerque mit König Gungunhana (1895)

Bereits am 11. November 1895 hatten Enes' Truppen die Siedlung Manjacaze, Sitz des Königs Gungunhana, eingenommen. Nach drei Tagen Fußmarsch umzingelten die Truppen am 28. Dezember 1895 den Ort Chaimite, wo sich der König sowie seine Familie befanden. Nach Verhandlungen gab der König seinen Widerstand auf und übergab Mouzinho de Albuquerque zusätzlich, so wird berichtet, tausend Pfund in Gold, acht Diamanten, Waffen, Munition und Elfenbein.
Am 6. Januar 1896 übergab Mouzinho de Albuquerque dem Gouverneur der Kolonie, Joaquim da Graça Correia e Lança, den König Gungunhana und die anderen Gefangenen im Rahmen einer feierlichen Zeremonie in Lourenço Marques. Wenige Tage später wurden diese auf ausdrücklichen Wunsch des damaligen Marine- und Kolonieministers, Jacinto Cândido da Silva, nach Lissabon gebracht.
Die Gefangennahme des Königs wurde in Portugal bejubelt. Auch international wurde der militärische Erfolg von Mouzinho de Albuquerque wahrgenommen. Im Zuge dessen wurde er am 13. März 1896 zum Generalgouverneur der Kolonie Portugiesisch-Ostafrika ernannt. Sein Amt trat er am 21. Mai an. Am 27. November des gleichen Jahres wurde er zudem zum königlichen Kommissar (Comissário Régio) ernannt.

### Amtszeit als Generalgouverneur

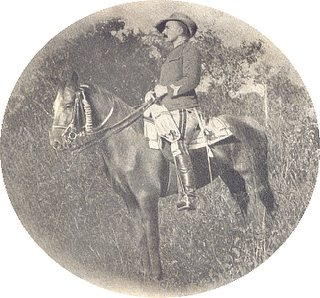
Mouzinho de Albuquerque auf Pferd (1897)

In seiner Funktion als Generalgouverneur befehligte er vor allem die weitere Okkupation der Kolonie im Landesinneren, dabei kämpfte er unter anderem bei den Schlachten von Naguema (3. März 1897), Mocutumudo (6. März 1897) und Macontene (21. Juli 1897). Mit dem Ziel gegenüber der portugiesischen Regierung mehr finanzielle Spielräume zu erhalten, um die Wirtschaft und Verwaltung der Kolonie zu reformieren, reiste Mouzinho de Albuquerque am 18. November 1897 nach Lissabon.
Er kam am 15. Dezember 1897 in Lissabon an und wurde dort seitens der Regierung sehr herzlich empfangen. Nach einiger Ruhezeit unternahm er eine Reise durch Europa (ins Vereinigte Königreich, nach Frankreich und ins Deutsche Reich), wo er als Redner für verschiedene geographische Gesellschaften auftrat und von seinen Erfahrungen in Afrika sprach.
Am 22. April 1898 kehrte Mouzinho de Albuquerque zurück nach Portugiesisch-Ostafrika ohne handfeste Verhandlungsergebnisse erreicht zu haben. Erst am 7. Juli des Jahres erhielt er die Nachricht seitens der Regierung über die Gewährung eines Kredites. Am gleichen Tag traf auch die Nachricht ein, dass seine Aufgaben als königlicher Kommissar befristet seien, worauf er direkt am 19. Juli seinen Rücktritt als Generalgouverneur bekanntgab.

### Rückkehr nach Lissabon
Daraufhin kehrte Mouzinho de Albuquerque ohne großartige Reformen in Mosambik durchgeführt zu haben zurück. Lediglich die von ihm eingeführte Besteuerung lokaler Völker in der Kolonie führte zu einer Aufbesserung der kolonialen Finanzen – und vermehrten Konflikten mit den Völkern in nachfolgenden Jahren.
Wieder in Lissabon wurde er Mouzinho de Albuquerque am 28. September 1898 zum königlichen Berater und Major von Carlos I. und zudem Lehrperson des jungen Kronprinzen Luís Felipe de Bragança ernannt. Da er sich vermehrt kritisch bzgl. der portugiesischen Kolonialpolitik und den Politikern im Allgemeinen äußerte, kamen Gerüchte am Hof auf, er habe sich zu unmenschlich auf seinen Militärexpeditionen verhalten. Andere Quellen behaupten, ihm sei eine platonische Leidenschaft zur Königin Amélie d’Orléans nachgesagt worden.
Da Mouzinho de Albuquerque die Intrigen und Gerüchte nicht widerstehen und widersprechen wollte – wofür er aufgrund seiner militärischen Ausbildung und Adelsherkunft zu stolz war – bereite er minutiös seinen eigenen Tod vor. Am 8. Januar 1902 erschoss er sich selbst in einem von ihm bereitgestellten Coupé auf der Estrada das Laranjeiras in Lissabon. Teils gibt es bis heute Zweifel an der Suizidthese.
Es ist nicht bekannt, an welchem Ort er beerdigt wurde.

## Auszeichnungen (Auswahl)

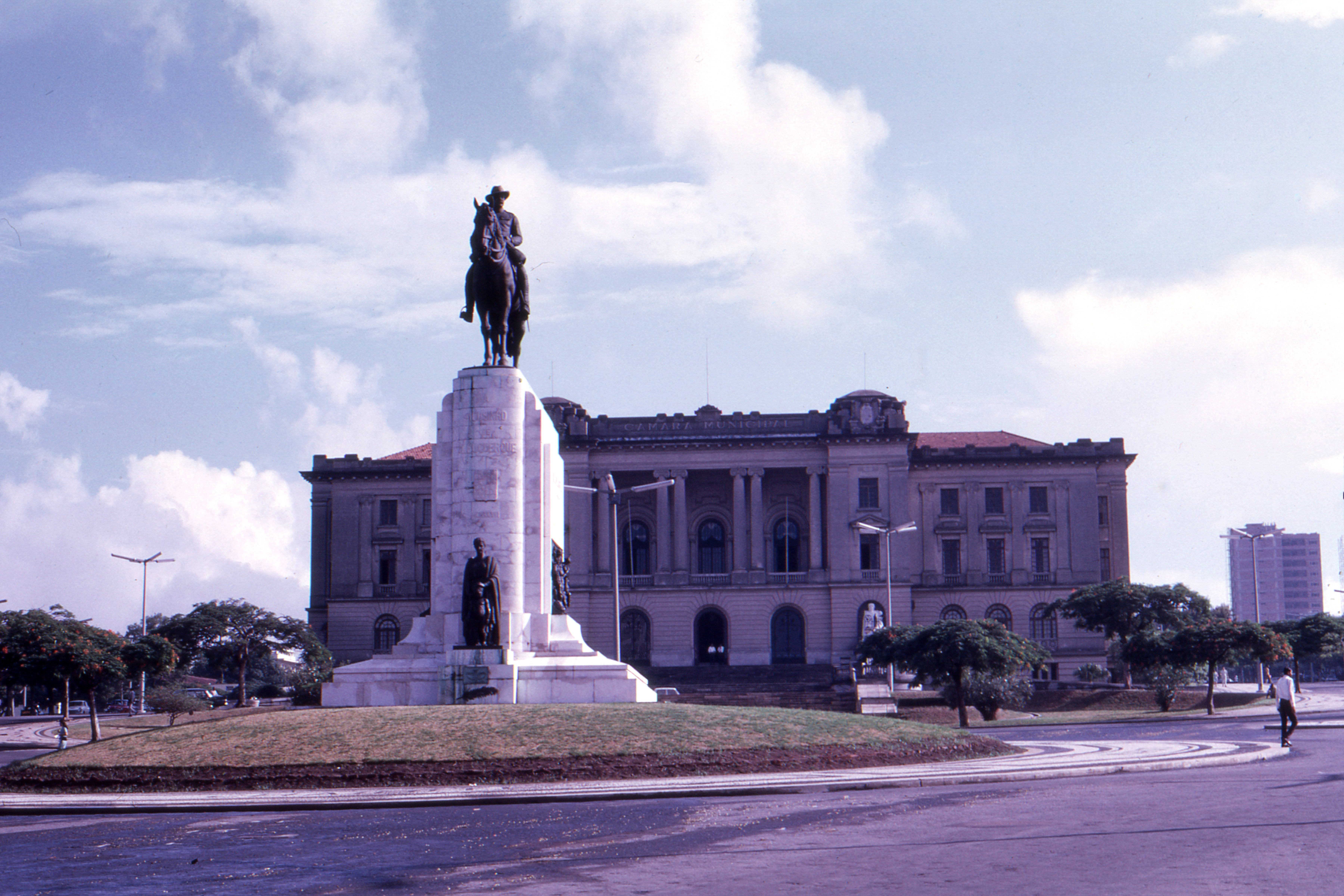
Platzanlage Praça Mouzinho de Albuquerque mit Statue von Mouzinho de Albuquerque in Lourenço Marques, Portugiesisch-Ostafrika im Jahr 1971

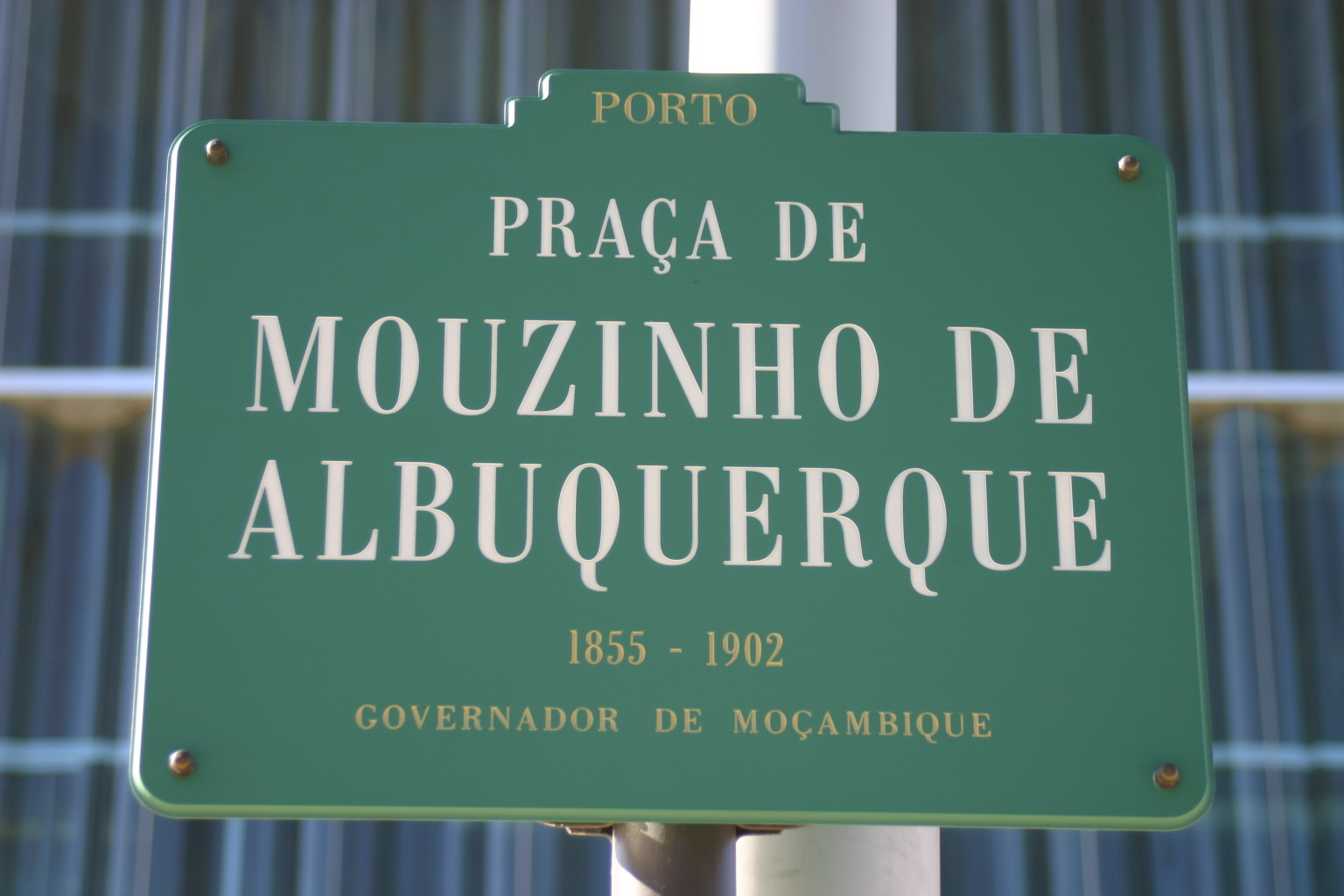
Im Stadtteil Boavista (in Porto, Portugal) ist seit 1903 eine große Platzanlage nach Mouzinho de Albuquerque benannt

Insbesondere aufgrund seiner Errungenschaft in der Kolonie Portugiesisch-Ostafrika erhielt Mouzinho de Albuquerque verschiedenste Orden und Auszeichnungen:
- Turm-und-Schwertorden (Großoffizier)[6]
- Ritterorden von Avis (Komtur)[7]
- Orden des Kolonialreichs (Großkreuz, posthum)
- Roter Adlerorden (Kreuz 2. Klasse)[6]
- Ritterorden der Heiligen Mauritius und Lazarus (Komtur)[7]
- Orden vom Heiligen Michael und Georg (Komtur)[6]
- Leopoldsorden (Komtur)[7]
- Orden Karls III. (Komtur)[7]
- Französische Ehrenlegion (Offizier)[6]

Verschiedene Straßen und Plätze tragen in Portugal seinen Namen, u. a. in Porto und Braga. In der Hauptstadt der früheren Kolonie Portugiesisch-Ostafrika (Mosambik), Lourenço Marques (heute Maputo), war einer der wichtigsten Plätze der Stadt nach ihm benannt. Dort war ebenfalls eine Statue von Mouzinho de Albuquerque aufgestellt, die bis heute im Fort der Stadt erhalten ist. In Portugiesisch-Timor trug die heutige Avenida Mártires da Pátria in der Hauptstadt Dili früher den Namen Avenida Mouzinho de Albuquerque.

## Mouzinho de Albuquerque als Nationalheld
Während der Zeit der portugiesischen Militärdiktatur (Estado Novo) stilisierte die staatliche Propaganda Mouzinho de Albuquerque zum portugiesischen Nationalhelden. Insbesondere sollte er die zivilisatorische Mission Portugals in den Kolonie darstellen. Die Heroisierung verstärkte sich noch mal während der Kolonialkriege in Angola, Guinea und Mosambik in den 1960er und 1970er Jahren. Die Armee nutzte Mouzinho de Albuquerque als Schutzpatron der Kavallerie der portugiesischen Armee.
Bis heute werden bei Auszeichnungen von portugiesischen Auslandsmissionen der Armee sog. „Quadro Mouzinho“ an den Kommandanten zur Ehrung übergeben.